# Championnat de Suisse de football 1959-1960
Le championnat de Suisse de football de Ligue nationale A 1959-1960 a vu la consécration du BSC Young Boys. Pour la première fois dans l'histoire du football suisse, un club remporte le titre pour la quatrième année consécutive. Ce nouveau sacre couronne également le travail de l’Allemand Albert Sing, qui entraîne les Bernois depuis 1951 et qui a réussi à hisser son équipe au niveau des bons clubs européens. Adepte d'un football engagé, l’entraîneur prône un WM à l'anglaise. Son système s'articule autour d’Eugen Meier, véritable plaque tournante de l'équipe. Le meilleur buteur du championnat est un autre joueur bernois, Willy Schneider, qui a inscrit 25 buts. Un néo-promu, le FC Bienne, termine au deuxième rang.

## Format
Le championnat se compose de 14 équipes. Les deux derniers sont relégués en Ligue nationale B.

## Classement final
| Place | Club                 | Pts | J  | V  | N  | D  | Buts + | Buts - | Diff. |
| 1er   | BSC Young Boys       | 42  | 26 | 20 | 2  | 4  | 86     | 44     | +42   |
| 2e    | FC Bienne            | 36  | 26 | 14 | 8  | 4  | 61     | 38     | +23   |
| 3e    | FC La Chaux-de-Fonds | 32  | 26 | 14 | 4  | 8  | 71     | 51     | +20   |
| 4e    | FC Zurich            | 31  | 26 | 13 | 5  | 8  | 64     | 44     | +20   |
| 5e    | FC Lucerne           | 27  | 26 | 11 | 5  | 10 | 65     | 62     | +3    |
| 6e    | FC Winterthur        | 27  | 26 | 12 | 3  | 11 | 40     | 40     | 0     |
| 7e    | Servette FC          | 25  | 26 | 8  | 9  | 9  | 46     | 39     | +7    |
| 8e    | Grasshopper Zürich   | 24  | 26 | 8  | 8  | 10 | 54     | 61     | -7    |
| 9e    | FC Chiasso           | 23  | 26 | 8  | 7  | 11 | 39     | 57     | -18   |
| 10e   | FC Bâle              | 22  | 26 | 6  | 10 | 10 | 46     | 55     | -9    |
| 11e   | FC Granges           | 21  | 26 | 8  | 5  | 13 | 51     | 48     | +3    |
| 12e   | Lausanne-Sports      | 21  | 26 | 7  | 7  | 12 | 41     | 74     | -33   |
| 13e   | FC Lugano            | 18  | 26 | 6  | 6  | 14 | 34     | 52     | -18   |
| 14e   | AC Bellinzone        | 15  | 26 | 4  | 7  | 15 | 28     | 61     | -33   |

### Qualifications européennes
- BSC Young Boys : tour préliminaire de la Coupe des clubs champions européens
- Lausanne-Sports : premier tour de la Coupe des villes de foires
- FC Bâle : premier tour de la Coupe des villes de foires

- FC Lucerne : quarts de finale de la Coupe d'Europe des vainqueurs de coupes

### Relégations
- FC Lugano et AC Bellinzone sont relégués en Ligue nationale B
- FC Fribourg et Young Fellows Zurich sont promus en Ligue nationale A

## Résultats complets
RSSSF